# Johann Friedrich Helmsdorf
Johann Friedrich Helmsdorf, né à Magdebourg le 1er septembre 1783 et mort à Karlsruhe le 28 janvier 1852 , est un peintre de paysages et graveur prussien qui vit quelque temps en Alsace et enseigne à Strasbourg.
Il est connu notamment pour ses aquarelles de paysages.

## Biographie
Helmsdorf reçoit ses premières leçons d'art de Johann Adam Breysig à l'École provinciale d'art de sa ville natale (de), fondée en 1793.
En 1809, il devient résident de Strasbourg par mariage. Pendant plusieurs années, il reste parmi les Romains allemands en Italie. Il vit à Rome de fin décembre 1816 à mars 1820, où il se lie d'amitié avec Carl Philipp Fohr et Augustin Siegert (de). Avec le premier, il exécute des peintures communes de vues de Rome et de ses environs commandées par Caroline von Humboldt (de), et avec le second, il fait un voyage en Sicile. En avril 1819, il participe à l'exposition d'artistes allemands au palais Caffarelli, qui est également visité par l'Empereur François Ier d'Autriche.
En 1820, il retourne à Strasbourg. Le 22 janvier 1825, il devient membre de l'Académie royale des arts de Prusse à Berlin. Il est aussi actif à Karlsruhe et Mannheim. En 1831, il est promu peintre de la cour de Baden.

## Œuvre
La peinture de paysage de Helmsdorf montre des motifs de la Forêt-Noire, des Vosges, de la campagne romaine et de Rome. Ses peintures romaines ont été particulièrement appréciées, par exemple le tableau Blick auf Rom von S. Onofrio (Vue de Rome depuis le chêne du Tasso), qu'il a dessiné d'après nature à Rome vers 1818-1819 et complété à l'huile sur toile à Strasbourg en 1824. Dans ce tableau, le chêne Tasso abrite un groupe d'amis, en référence à sa fonction intégratrice pour les artistes allemands à Rome,,.

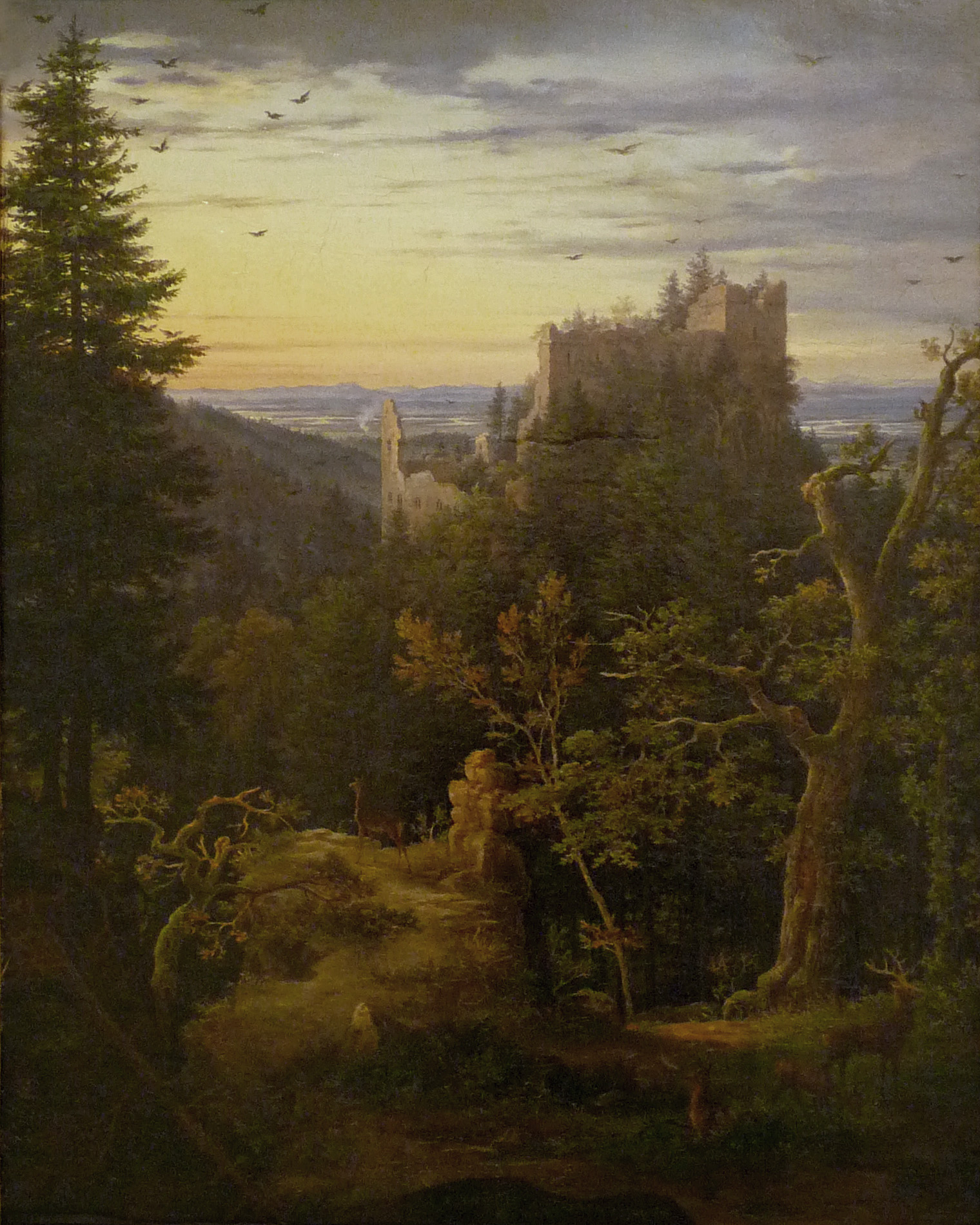
Ruines de Hohbaden, peinture sur toile, Strasbourg, Musée des Beaux-Arts.
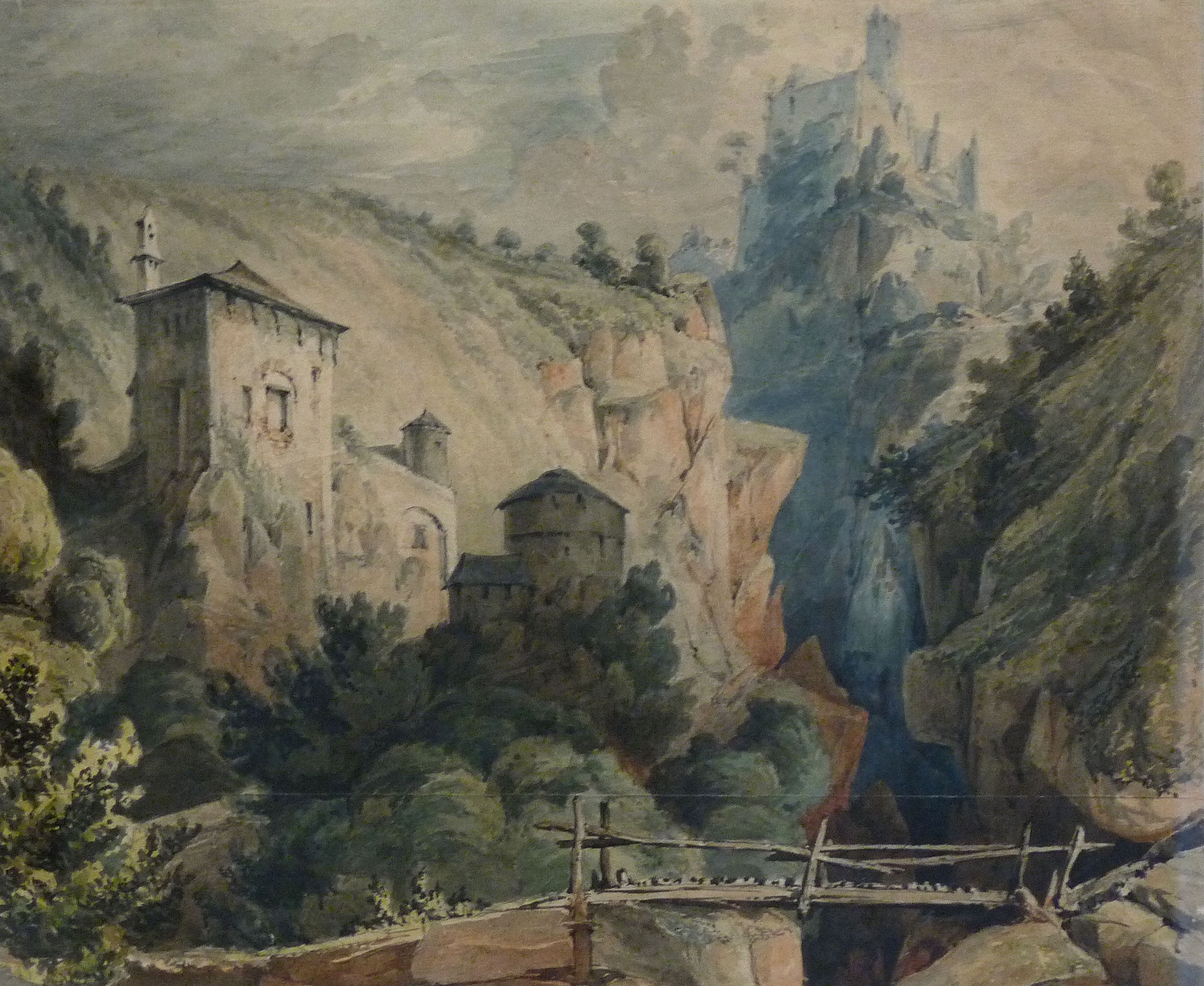
Paysage du Tyrol, Strasbourg, Cabinet des Estampes et des Dessins.
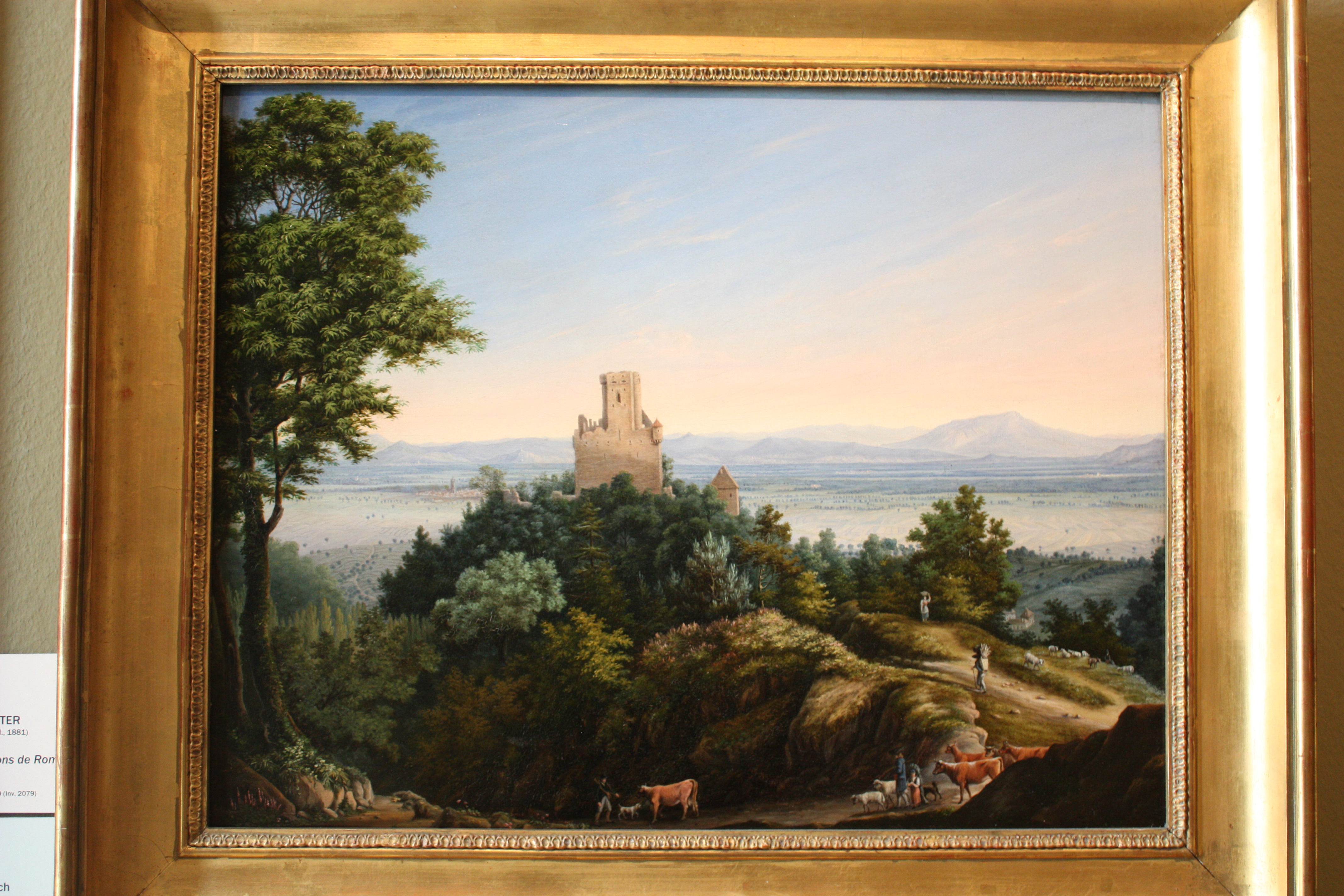
Vue du château de Kintzheim, Strasbourg, Musée des Beaux-Arts.